# Canção-runo
Canção rúno, também conhecida como Canção rúnica, Canção runa ou Canção Kalevala, é uma forma de poesia oral e épico nacional historicamente praticada entre os povos fínicos do Báltico. Inclui os poemas épicos finlandeses Kalevala e Kanteletar, bem como o Kalevipoeg estoniano. Pesquisadores estonianos e finlandeses sugerem o termo runocanção para tradução em inglês, ou termos locais, como regilaul estoniano, Seto leelo ou runolaulu finlandês quando se trata de tradição regional.